# Federico Marcello Lante della Rovere

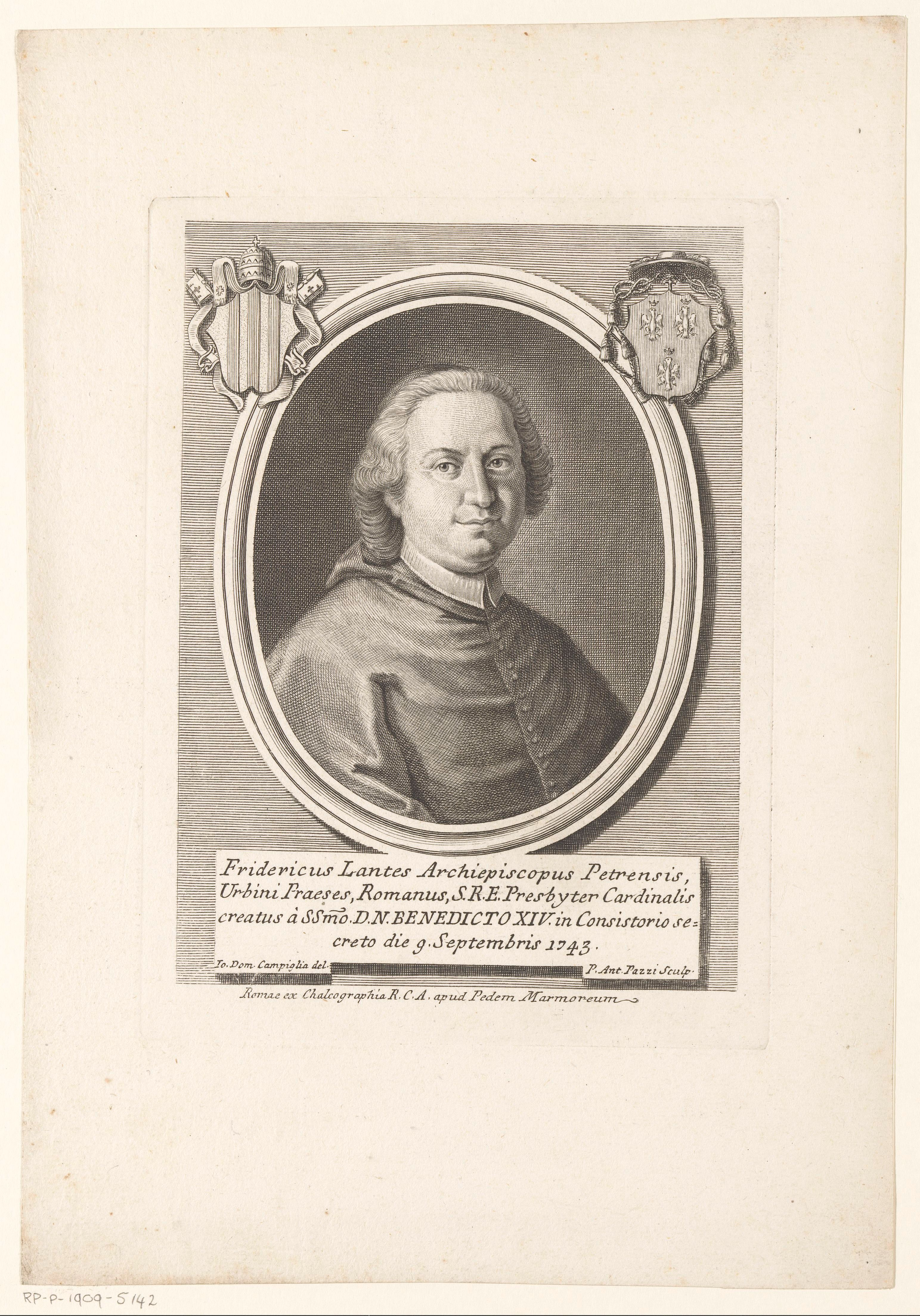
Federico Marcello Kardinal Lante della Rovere (Stich von Antonio Pazzi, Mitte 18. Jhd.)

Federico Marcello Lante della Rovere, kurz Federico Marcello Lante, vollständiger Name Federico Marcello Lante Montefeltro della Rovere (* 18. April 1695 in Rom; † 3. März 1773 ebenda) war ein stadtrömischer Geistlicher und Kardinal der Römischen Kirche.

## Leben

### Frühe Jahre
Er war der Sohn von Antonio Lante, 2. Herzog von Bomarzo, und dessen Ehefrau Louise Angelique Charlotte de La Tremouille aus dem Hause der Herzöge von Noirmoutier. Sein Onkel war der Kardinal Joseph-Emmanuel de La Trémoille (1706), sein Großonkel Kardinal Marcello Lante (1606).
Sein Studium absolvierte er zunächst am Seminario Romano, das von Jesuiten geführt wurde, und später an der Universität La Sapienza in Rom, wo er am 23. September 1719 zum Doctor iuris utriusque promoviert wurde.
Er wurde am 7. Dezember 1719 Referendar an den Gerichtshöfen der Apostolischen Signatur und Hausprälat von Papst Clemens XI. Am 5. Mai 1728 wurde er Gouverneur der Stadt und des Hafens Ancona, wo er sich mit Prospero Lorenzo Kardinal Lambertini, dem späteren Papst Benedikt XIV. anfreundete.

### Kirchliche Laufbahn
Die niederen Weihen empfing Federico Marcello Lante am 11. Dezember 1728, die Weihe zum Subdiakon am 18. Dezember 1728 und die Diakonenweihe am 21. Dezember 1728. Am 25. Dezember 1728 wurde er zum Priester geweiht.
Er wurde am 1. Oktober 1732 zum Titularerzbischof von Petra in Palaestina ernannt. Die Bischofsweihe spendete ihm am 19. Oktober 1732 in der Kathedrale von Urbino der Kardinalbischof von Sabina, Annibale Albani; Mitkonsekratoren waren Eustachio Palma, Bischof von Fossombrone, und Bartolomeo Castelli, Bischof von Senigallia.
Im Konsistorium vom 9. September 1743 kreiert Benedikt XIV. ihn zum Kardinal. Am 5. April 1745 verlieh der Papst Federico Marcello Lante della Rovere den Roten Hut und als Kardinalpriester die Titelkirche San Pancrazio. Ab 1744 war er Kommendatarabt von Farfa. Vom 29. Januar 1753 bis zum 14. Januar 1754 war er Kämmerer des Heiligen Kardinalskollegiums. Er nahm am Konklave 1758 teil, das Papst Clemens XIII. wählte. Am 13. Juli 1759 wurde er zum Kardinalbischof für das suburbikarische Bistum Palestrina berufen, am 18. Juli 1763 auf den Bischofssitz von Porto und Santa Rufina. Vom 18. Juli 1763 bis zu seinem Tod war er Subdekan des Kardinalskollegiums und nahm als solcher am Konklave 1769 teil, das Clemens XIV. zum Papst wählte.

### Tod und Begräbnis
Federico Marcello Lante della Rovere starb am 3. März 1773 in Rom an einem heftigen Fieber, nachdem er die Sterbesakramente empfangen hatte. Sein Grab befindet sich in einer Familiengruft in der Kirche San Nicola da Tolentino in Rom.